# El Chavo Animado
El Chavo Animado (Chaves em Desenho Animado ou Chaves Animado no Brasil e O Xavier em Portugal) é uma série de desenho animado mexicana baseada no seriado live-action El Chavo del Ocho, exibido entre 1973 e 1980 e criado por Roberto Gómez Bolaños, também conhecido como Chespirito. A animação foi produzida pela Ánima Estudios em parceria com a Televisa e exibida pelo Canal 5 da Cidade do México entre 21 de outubro de 2006 e 6 de junho de 2014, totalizando 7 temporadas e 135 episódios. A série animada do Chaves foi produzida pelo filho de Bolaños, Roberto Gómez Fernández e contou com o próprio Bolaños supervisionando os roteiros dos episódios.
Quando surgiram as primeiras notícias de que a série animada de El Chavo del Ocho estava sendo produzida, esperava-se inicialmente que ela iria ser produzida pela Disney. A equipe de Bolaños e de seu filho optou por escolher a Ánima Estudios para produzir a série animada por causa da criatividade dos animadores do estúdio e por questões geográficas.
Por causa de problemas legais, a personagem Chiquinha, interpretada por María Antonieta de las Nieves no seriado original, ficou de fora do desenho, não aparecendo em nenhum episódio. Sua ausência foi muito sentida pelos fãs do seriado.
No Brasil, o desenho foi inicialmente exibido no SBT a partir de janeiro de 2007, no horário das 18 horas. Depois foi exibido dentro do bloco Domingo Animado e mais tarde pelo Bom Dia & Cia, no Carrossel Animado e no Sábado Animado. O desenho também foi exibido pelo Cartoon Network, pelo Boomerang e pelo TLN Network. A partir de 1 de setembro de 2013, as três primeiras temporadas passaram a estar disponíveis no Brasil pelo site Netflix e permaneceram no site até setembro de 2016, quando tiveram que sair porque a Televisa não renovou o contrato com a Netflix.
Em Portugal, recebeu o nome O Xavier e estreou na SIC K em 18 de julho de 2013.
Após a estreia da série animada, surgiram inúmeros produtos licenciados do Chaves em desenho, como brinquedos, lancheiras, doces e kits de aniversário. O desenho também deu origem a um novo musical, intitulado El Chavo animado - Show en vivo, que fez sucesso no México e chegou a fazer algumas apresentações no Brasil em 2011 e 2012.
Em abril de 2012, o desenho recebeu um jogo eletrônico para Nintendo Wii chamado El Chavo, sendo o primeiro jogo oficial da franquia. Em 2014, foi lançado um segundo jogo, El Chavo Kart, para Xbox 360, PlayStation 3 e Android.
A série animada do Chaves fez menos sucesso do que o seriado original e recebeu muitas críticas dos fãs do seriado, que a consideraram muito infantil, sem a mesma graça do original e com histórias muito fantasiosas, mas chegou a fazer sucesso entre as crianças, além ter dado origem a vários novos produtos inspirados em Chaves.
Uma nova série animada do Chaves começou a ser produzida em 2023 pela produtora mexicana THR3 Media Group.

## História

Logo promocional com os personagens principais da animação, todos baseados no seriado original.

Baseado no seriado El Chavo del Ocho, o desenho mostra as aventuras de Chaves, um menino pobre, e sua turma, que moram em uma vila no México (a dublagem brasileira, no entanto, mudou o local da vila para o Brasil). Na primeira temporada, todos os episódios da série são remakes de episódios da série original. Com a ausência da Chiquinha, o Nhonho e a Pópis substituem a função dela na maioria dos episódios. A partir da segunda temporada, o desenho começou a ter episódios com histórias totalmente inéditas, ou seja, que não são baseadas nos episódios do seriado; e a partir da terceira temporada, praticamente não há mais remakes. Também a partir da terceira temporada, os personagens cada vez mais tem aventuras fora da vila.
Uma grande diferença do desenho em relação ao seriado é que o desenho frequentemente mostra a imaginação dos personagens. Outra diferença é que a casa do Seu Madruga passa a ter o número 10 em vez de 72. Além disso, personagens como o Senhor Barriga e o Nhonho, ou a Dona Florinda e a Pópis, frequentemente aparecem juntos, o que era raro de acontecer na série original, pois esses personagens eram feitos pelo mesmo ator ou atriz (Senhor Barriga e Nhonho eram interpretados por Edgar Vivar; e a Dona Florinda e a Pópis por Florinda Meza). Também no desenho é possível ver Seu Madruga e Quico contracenando com o carteiro Jaiminho, algo que nunca havia acontecido na série, pois os atores Carlos Villagrán (Quico) e Ramón Valdez (Seu Madruga) saíram do seriado antes do carteiro Jaiminho começar a aparecer. No desenho, foi mantida a personalidade do Jaiminho de quando Chaves era um quadro do Programa Chespirito, ou seja, no desenho o Jaiminho mora na vila e, assim como o Seu Madruga, deve 14 meses de aluguel; diferente da série clássica, onde Jaiminho não mora na vila e não demonstra qualquer semelhança com o Seu Madruga.
Ao contrário da série original, que se passava nos anos 1970, o desenho se passa no ano de 2006, e assim é possível ver muitos elementos dos anos 2000 nos episódios.

## Produção
Roberto Gómez Fernández, filho de Roberto Gómez Bolaños (criador e intérprete do Chaves), tentou produzir a série animada do Chaves pela primeira vez no final da década de 1990. Na época, os altos custos impediram a realização do projeto. Mas Fernández não desistiu e seguiu tentando reduzir os custos para produzir a série animada. No início dos anos 2000, surgiram fortes rumores de que a Disney iria produzir o desenho do Chaves. Para economizar os custos e também por questões geográficas, a equipe de Fernández e de Bolaños optou por escolher um estúdio de animação mexicano para produzir a série animada. Nessa época, foi feito um episódio piloto da série animada pelo estúdio Animex. Curiosamente, a Chiquinha apareceu nesse episódio piloto. Mas a animação desse episódio piloto não agradou, então a equipe de Fernández optou por escolher um outro estúdio mexicano, que acabou sendo a Ánima Estudios, cuja equipe era muito criativa. Finalmente, em 2005, foi confirmado que a série animada do Chaves já estava em produção e que estrearia no quarto trimestre de 2006 no México pela Televisa. Foi também divulgada a primeira imagem da série animada, mostrando o Chaves em desenho. O próprio Bolaños, criador e intérprete do Chaves, supervisionou os roteiros dos episódios da série animada e disse que muitas histórias e situações foram melhoradas no desenho. Na mesma época, também foi anunciado que o desenho não teria a Chiquinha, devido a uma briga judicial entre a atriz Maria Antonieta de las Nieves, intérprete da Chiquinha e Roberto Gómez Bolaños pelos direitos da personagem. Não houve acordo entre eles para que a personagem entrasse na série animada.
Na sexta temporada, o ator Edgar Vivar, intérprete do Senhor Barriga na série original, fez uma visita aos estúdios do desenho e chegou a gravar uma cena dublando um episódio. Mas foi uma gravação informal, portanto não foi utilizada no episódio.
Em 2014, o produtor Roberto Gómez Fernández anunciou que iria produzir a série animada do Chapolin. Assim, para que Fernández e sua equipe pudessem se dedicar ao projeto, a série animada do Chaves foi cancelada após sete temporadas.

## Controvérsias

### Polêmica sobre as personagens Chiquinha e Dona Neves
A personagem Chiquinha não aparece no desenho, pois a sua intérprete Maria Antonieta de las Nieves teve uma disputa judicial com Roberto Gómez Bolaños pelos direitos da personagem. Maria registrou a personagem em seu nome e conseguiu ganhar na justiça. Com isso, Bolaños não tinha mais os direitos de uso da Chiquinha e a personagem não pôde ser incluída no desenho. Houve rumores de que a própria Maria Antonieta não queria incluir a personagem na série animada. Em seu site oficial, Maria Antonieta se defende, dizendo que foi Bolaños quem não quis incluir sua personagem no projeto, e que o rumor é falso. Maria Antonieta criticou o produtor Roberto Gómez Fernández, filho de Bolaños, pela ausência da Chiquinha no desenho dizendo que ele a boicotou e, em resposta, ele disse que a própria Maria Antonieta foi a culpada de sua personagem ficar de fora do desenho já que Maria registrou a Chiquinha em seu nome sem autorização de Chespirito. Boatos diziam que a personagem apareceria na segunda temporada ou nas temporadas subsequentes (fato que não aconteceu). Dona Neves também não aparece na produção por motivos desconhecidos (em alguns episódios, uma avó do Seu Madruga aparece em flashbacks, mas essa avó não é a Dona Neves). Boatos dizem que a ausência da Dona Neves foi pelos mesmos motivos da personagem Chiquinha: os direitos da personagem estariam com a atriz Maria Antonieta de las Nieves, porém na mídia isso nunca foi comentado nem confirmado nem pela atriz, nem por Chespirito, o criador da série.

## Críticas
Segundo o ator e comediante Carlos Villagrán (Quico na série original), a série desumaniza os personagens, afirmando em uma entrevista que "Agora o Chaves sai da vizinhança e chega a viajar até Saturno". Também, Édgar Vivar (Senhor Barriga e Nhonho) criticou a animação, destacando o caráter comercial do desenho, que tem por objetivo afeiçoar o público infantil.
Muitos fãs da série original também criticaram o desenho, dizendo que a série animada é muito infantil e sem a mesma graça do original. Além disso, também criticaram as histórias fantasiosas do desenho, dizendo que elas descaracterizam os personagens. Apesar dessas críticas, a série animada do Chaves fez sucesso entre as crianças.

## Especial[15]
O desenho teve sua estreia mundial no dia 21 de Outubro de 2006, no México (no Brasil, estreou apenas no ano novo de 2007). A Televisa preparou um especial antes da exibição do primeiro episódio: foi mostrada uma matéria sobre o desenho, que teve inclusive presença dos produtores e dos dubladores originais mexicanos. Roberto Goméz Bolaños também esteve no especial. Um dos apresentadores da Televisa lhe deu uma bola, e pediu que ele a chutasse. Roberto a chutou, e em seguida apareceu em um telão uma imagem do Chaves (em desenho) agarrando uma bola e dizendo: "Obrigado". Em seguida, o apresentador deu a Roberto um controle remoto, e pediu que ele apertasse PLAY para começar o desenho.
No Brasil, esse programa especial da estreia do desenho foi dublado mas só foi exibido no SBT uma única vez, em 4 de outubro de 2012, no Programa do Ratinho.

## Exibição

### Brasil
No Brasil, o desenho estreou no dia 1º de janeiro de 2007, no SBT, às 18 horas. Posteriormente, o desenho também foi exibido na TV Paga pelo Cartoon Network, pelo Boomerang e pelo TLN Network.
No entanto, foi no SBT que o desenho teve maior difusão. O desenho já foi exibido pelo SBT em vários horários, geralmente de manhã. Quando o desenho estreou no SBT em 2007, tinha um horário próprio às 18 horas, meses depois o canal passou a exibir a série animada do Chaves de manhã, junto com outros desenhos animados. A série animada já foi exibida pelo SBT dentro do Carrossel Animado, do Bom Dia & Companhia, do Sábado Animado e do Domingo Animado.
O SBT comprou, dublou e exibiu as primeiras cinco temporadas do desenho entre 2007 e 2013. Depois disso, por motivo desconhecido, o canal não adquiriu as duas últimas temporadas e os dois últimos episódios da quinta temporada. Apenas em 2021 a Televisa mandou dublar todos os episódios que faltavam para que a série animada ficasse completa dublada. As duas últimas temporadas do desenho estrearam dubladas no Brasil apenas em 26 de agosto de 2022 no Amazon Prime Video.

### Portugal
Em Portugal, a animação estreou em 18 de julho de 2013 na SIC K.

## Episódios

### 1ª Temporada (2006-2007)
| #  | Título original | Título em português                 | Data de estreia no México | Data de estreia no Brasil |
| -- | --- | ----------------------------------- | ------------------------- | ------------------------- |
|    | |                                     |                           |                           |
| 1  | "Los Globos" | "Os Balões"                         | 21 de outubro de 2006     | 1 de janeiro de 2007      |
| 1  | Seu Madruga trabalha como vendedor de balões e confetes na vila e no parque, mas é atrapalhado pelo Chaves e pelo Quico. Ao mesmo tempo, todos reclamam que o Chaves é o culpado de tudo que acontece na vila. Isso faz o Chaves decidir ir embora da vila.                                          |                                     |                           |                           |
|    | |                                     |                           |                           |
| 2  | "Insomnio" | "Insônia"                           | 26 de outubro de 2006     | 2 de janeiro de 2007      |
| 2  | Chaves fica dormindo no meio da vila, por não ter dormido a noite. Depois, as crianças decidem brincar de enfeitiçados, o que acaba causando problemas para o Seu Madruga. |                                     |                           |                           |
|    | |                                     |                           |                           |
| 3  | "Una mosca en el café" | "Uma Mosca no Café"                 | 31 de outubro de 2006     | 3 de janeiro de 2007      |
| 3  | A Dona Florinda trabalha em seu restaurante. Nhonho tem a ideia de colocar uma mosca no café para que Dona Florinda não cobre a conta. Nhonho e Chaves tentam capturar uma mosca e usá-la para comer de graça no restaurante.                                                                        |                                     |                           |                           |
|    | |                                     |                           |                           |
| 4  | "Satanás" | "Cachorrinho Satanás"               | 2 de novembro de 2006     | 4 de janeiro de 2007      |
| 4  | A Dona Clotilde vive perdendo o seu cachorrinho, chamado Satanás. As crianças ouvem a Dona Clotilde chamando pelo cachorro e pensam que ela está invocando o diabo. |                                     |                           |                           |
|    | |                                     |                           |                           |
| 5  | "Los Yeseros" | "Os Gesseiros"                      | 7 de novembro de 2006     | 5 de janeiro de 2007      |
| 5  | O Senhor Barriga faz um acordo com o Seu Madruga em que o Seu Madruga irá reformar a vila com gesso, em troca de um mês de aluguel. Enquanto o Seu Madruga tenta reformar a vila, ele é atrapalhado pelas crianças, que querem brincar com o gesso.                                                  |                                     |                           |                           |
|    | |                                     |                           |                           |
| 6  | "La venta de churros" | "Barraca de Churros"                | 9 de novembro de 2006     | 10 de janeiro de 2007     |
| 6  | A Dona Florinda e o Seu Madruga decidem fazer uma parceria para vender churros, mas Chaves e Nhonho acabam atrapalhando tudo, fazendo com que a parceria acabe. Depois, Dona Florinda tenta servir os churros para o Professor Girafales, mas o Chaves atrapalha novamente.                          |                                     |                           |                           |
|    | |                                     |                           |                           |
| 7  | "Toques a ritmo de vals" | "No Ritmo da Valsa"                 | 14 de novembro de 2006    | 11 de janeiro de 2007     |
| 7  | Chaves brinca de pirata e acaba quebrando a lâmpada da entrada da vila. O Seu Madruga tenta trocá-la, mas o Chaves quebra a lâmpada de novo várias vezes. |                                     |                           |                           |
|    | |                                     |                           |                           |
| 8  | "Falta de agua" | "Falta de Água"                     | 16 de novembro de 2006    | 8 de janeiro de 2007      |
| 8  | A vila está sem água e as crianças ficam encarregadas de ir buscar água em outra vila. Dona Florinda e Seu Madruga começam a brigar pelos baldes de água. |                                     |                           |                           |
|    | |                                     |                           |                           |
| 9  | "El juego de béisbol" | "O Jogo de Beisebol"                | 21 de novembro de 2006    | 9 de janeiro de 2007      |
| 9  | Chaves, Quico e Nhonho jogam beisebol no pátio da vila. |                                     |                           |                           |
|    | |                                     |                           |                           |
| 10 | "El Chavo lavacoches" | "Lava-rápido do Chaves"             | 28 de novembro de 2006    | 12 de janeiro de 2007     |
| 10 | Chaves se oferece para lavar o carro do Senhor Barriga. |                                     |                           |                           |
|    | |                                     |                           |                           |
| 11 | "Fútbol americano" | "Futebol Americano"                 | 30 de novembro de 2006    | 15 de janeiro de 2007     |
| 11 | O Seu Madruga, o Senhor Barriga e o Professor Girafales decidem ensinar as crianças a jogar futebol americano no terreno baldio da esquina. |                                     |                           |                           |
|    | |                                     |                           |                           |
| 12 | "Un ratero en la vecindad" | "O Ladrão da Vizinhança"            | 5 de dezembro de 2006     | 16 de janeiro de 2007     |
| 12 | O Seu Furtado, um dos moradores da vila, está roubando os objetos de vários moradores. Ele rouba um ferro de passar roupa e o deixa no barril do Chaves, fazendo com que todos pensem que Chaves é o ladrão. Chaves é acusado injustamente e decide ir embora da vila.                               |                                     |                           |                           |
|    | |                                     |                           |                           |
| 13 | "La mascota de Quico" | "A mascote do Quico"                | 7 de dezembro de 2006     | 17 de janeiro de 2007     |
| 13 | O Professor Girafales dá de presente um gato para o Quico, mas Chaves acaba matando o gato ao atropelá-lo com a bicicleta do Seu Madruga. Os moradores então decidem fazer um julgamento para decidir se Chaves é culpado ou inocente de ter matado o gato do Quico.                                 |                                     |                           |                           |
|    | |                                     |                           |                           |
| 14 | "Fotos buenas, regulares y peores" | "Fotos boas, mais ou menos e ruins" | 25 de janeiro de 2007     | 7 de outubro de 2007      |
| 14 | As crianças fazem um exame na escola. Depois, Seu Madruga tenta trabalhar como fotógrafo, mas é atrapalhado pelo Chaves. E Quico encontra um rato e apronta as maiores confusões com ele. |                                     |                           |                           |
|    | |                                     |                           |                           |
| 15 | "El amor llegó a la vecindad" | "O amor chegou à vizinhança"        | 1 de fevereiro de 2007    | 14 de outubro de 2007     |
| 15 | Glória e sua sobrinha Paty se mudam para a vila. Seu Madruga e Chaves ficam apaixonados por elas. |                                     |                           |                           |
|    | |                                     |                           |                           |
| 16 | "Una broma de gran peso" | "Uma brincadeira de mau gosto"      | 8 de fevereiro de 2007    | 21 de outubro de 2007     |
| 16 | Seu Barriga decide fingir que é um fantasma para assustar o Chaves e ver se assim ele para de recebê-lo com pancadas. Mas isso acaba causando uma grande confusão na vila. |                                     |                           |                           |
|    | |                                     |                           |                           |
| 17 | "Cuentame una de fantasmas" | "A casa da bruxa"                   | 15 de fevereiro de 2007   | 28 de outubro de 2007     |
| 17 | Seu Madruga manda o Chaves entregar um jornal para a Dona Clotilde e as outras crianças decidem ir junto. Eles começam a se imaginar dentro da casa da Bruxa do 71. |                                     |                           |                           |
|    | |                                     |                           |                           |
| 18 | "Clases de box" | "Como treinar um novo campeão"      | 22 de fevereiro de 2007   | 4 de novembro de 2007     |
| 18 | Seu Madruga se lembra de quando era um lutador de boxe e decide ensinar boxe ao Chaves. Mas isso incomoda a Dona Florinda e o Professor Girafales, que não acham boxe um esporte e ameaçam dar uma surra no Seu Madruga se ele continuar ensinando boxe ao Chaves.                                   |                                     |                           |                           |
|    | |                                     |                           |                           |
| 19 | "Deudas a pagar y sillas a pegar" | "Quanto mais quente pior"           | 1 de março de 2007        | 11 de novembro de 2007    |
| 19 | O Seu Barriga cobra o aluguel do Jaiminho. E o Seu Madruga tenta trabalhar como carpinteiro, mas é atrapalhado pelas crianças. |                                     |                           |                           |
|    | |                                     |                           |                           |
| 20 | "Los bomberos" | "Os bombeiros"                      | 8 de março de 2007        | 18 de novembro de 2007    |
| 20 | As crianças brincam de bombeiros, mas isso acaba assustando todos os vizinhos. Chaves tenta matar insetos com gasolina. |                                     |                           |                           |
|    | |                                     |                           |                           |
| 21 | "Limpieza en la vecindad" | "Abre a Torneira"                   | 15 de março de 2007       | 25 de novembro de 2007    |
| 21 | Os moradores da vila querem que o Senhor Barriga mande pintar a vila, que está muito suja. Em princípio, ele aceita, mas depois de uma confusão com o Seu Madruga e o Chaves, ele desiste. Então o Professor Girafales dá a ideia do Seu Madruga pintar a vila, em troca de alguns meses de aluguel. |                                     |                           |                           |
|    | |                                     |                           |                           |
| 22 | "Pintando la vecindad" | "Pintando a Vila"                   | 22 de março de 2007       | 2 de dezembro de 2007     |
| 22 | Continuando o episódio anterior, todos decidem ajudar o Seu Madruga e pintam a vila juntos. |                                     |                           |                           |
|    | |                                     |                           |                           |
| 23 | "El desayuno del Chavo" | "O desjejum do Chaves"              | 3 de maio de 2007         | 1 de janeiro de 2008      |
| 23 | Seu Madruga convida o Chaves para o café da manhã, mas descobre que não tinha mais ovos. Ele tenta conseguir ovos para o café da manhã, enquanto as crianças brincam de pingue-pongue. |                                     |                           |                           |
|    | |                                     |                           |                           |
| 24 | "La casita del Chavo" | "A casinha do Chaves"               | 10 de maio de 2007        | 9 de janeiro de 2008      |
| 24 | Chaves constrói uma casinha para brincar, enquanto o Senhor Barriga ameaça despejar o Seu Madruga da vila. |                                     |                           |                           |
|    | |                                     |                           |                           |
| 25 | "Los Sonâmbulos" | "Os Sonâmbulos"                     | 17 de maio de 2007        | 10 de janeiro de 2008     |
| 25 | O Seu Madruga é sonâmbulo e, por isso, toda noite ele coloca um prato no barril do Chaves. Dona Clotilde acredita que os pratos estão sumindo por causa dos "espíritos zombeteiros" e decide fazer uma sessão espírita na casa do Seu Madruga. As crianças acabam se metendo na sessão.              |                                     |                           |                           |
|    | |                                     |                           |                           |
| 26 | "Vacaciones en Acapulco" | "Vamos todos a Acapulco"            | 24 de maio de 2007        | 11 de janeiro de 2008     |
| 26 | Chaves e todos da vila viajam para Acapulco, onde aprontam todas na praia e na piscina do hotel. |                                     |                           |                           |

### 2ª Temporada (2007-2008)
| #  | Título original | Título em português                | Data de estreia no México | Data de estreia no Brasil |
| -- | --- | ---------------------------------- | ------------------------- | ------------------------- |
|    | |                                    |                           |                           |
| 27 | "El gran premio de la vecindad" | "O grande prêmio da vizinhança"    | 25 de outubro de 2007     | 27 de agosto de 2008      |
| 27 | O Professor Girafales dá um carro de presente para o Quico e o Seu Madruga constrói um carro para o Chaves. Então o Chaves e o Quico decidem disputar uma corrida de carros para ver qual carro é o mais veloz. |                                    |                           |                           |
|    | |                                    |                           |                           |
| 28 | "El Justiciero Enmascarado" | "O Justiceiro Mascarado"           | 1 de novembro de 2007     | 29 de agosto de 2008      |
| 28 | Tentando fugir do Seu Barriga, o Seu Madruga finge que é um lutador chamado Justiceiro Mascarado. |                                    |                           |                           |
|    | |                                    |                           |                           |
| 29 | "Las historias de terror" | "As histórias de terror"           | 8 de novembro de 2007     | 1 de setembro de 2008     |
| 29 | Depois de assistir a um filme de terror, Chaves e Nhonho decidem assustar o Quico, que ficou sozinho em casa. Mas isso acaba causando confusão na vila. |                                    |                           |                           |
|    | |                                    |                           |                           |
| 30 | "Cómo suben los alimentos" | "Como sobem os alimentos"          | 15 de novembro de 2007    | 3 de setembro de 2008     |
| 30 | O Seu Madruga ensina o Chaves a compartilhar suas coisas com os outros. Ao saber disso, Quico resolve dividir seus muitos balões com o Chaves. |                                    |                           |                           |
|    | |                                    |                           |                           |
| 31 | "Dinero perdido" | "O Dinheiro Perdido"               | 22 de novembro de 2007    | 5 de setembro de 2008     |
| 31 | O Seu Barriga ameaça despejar o Jaiminho e coloca todos os móveis do carteiro no pátio da vila. Jaiminho finalmente consegue dinheiro para pagar o aluguel, mas não lembra onde guardou. Agora ele tenta encontrar o dinheiro, enquanto as crianças brincam com os móveis.                                          |                                    |                           |                           |
|    | |                                    |                           |                           |
| 32 | "Cuidemos el agua" | "Vamos cuidar da água"             | 29 de novembro de 2007    | 8 de setembro de 2008     |
| 32 | Chaves aprende como cuidar da água. |                                    |                           |                           |
|    | |                                    |                           |                           |
| 33 | "Don Ramón enamorado" | "Seu Madruga apaixonado"           | 6 de dezembro de 2007     | 10 de setembro de 2008    |
| 33 | O Seu Madruga bate a cabeça e pensa que a Dona Clotilde é a Loira Margô, por quem ele é apaixonado, causando muita confusão. |                                    |                           |                           |
|    | |                                    |                           |                           |
| 34 | "Amar a los enemigos" | "Amando os inimigos"               | 13 de dezembro de 2007    | 12 de setembro de 2008    |
| 34 | O Chaves aprende com o Jaiminho que as pessoas boas devem amar seus inimigos. |                                    |                           |                           |
|    | |                                    |                           |                           |
| 35 | "Regalo de la Navidad" | "Os presentes de Natal"            | 20 de dezembro de 2007    | 25 de dezembro de 2008    |
| 35 | É véspera de Natal e o Chaves tenta usar um balão para enviar sua carta para o Papai Noel. |                                    |                           |                           |
|    | |                                    |                           |                           |
| 36 | "El hombre invisible" | "O homem invisível"                | 27 de dezembro de 2007    | 17 de setembro de 2008    |
| 36 | Após assistir a um episódio do Chapolin Colorado sobre um vilão chamado "Homem Invisível", Chaves e Quico começam a procurar o Homem Invisível pela vila. Enquanto procuram, o Seu Madruga diz a eles que conhece a fórmula da invisibilidade. Chaves e Quico então tentam fazer a fórmula para ficarem invisíveis. |                                    |                           |                           |
|    | |                                    |                           |                           |
| 37 | "Las aguas frescas" | "Refrescos do Chaves"              | 3 de janeiro de 2008      | 19 de setembro de 2008    |
| 37 | Chaves começa a trabalhar vendendo refrescos. Enquanto isso, Seu Madruga tenta fugir da Dona Florinda e do Seu Barriga e pede ajuda ao Chaves. |                                    |                           |                           |
|    | |                                    |                           |                           |
| 38 | "Don Ramón lechero" | "O Leiteiro"                       | 10 de janeiro de 2008     | 22 de setembro de 2008    |
| 38 | O Seu Madruga começa a trabalhar como leiteiro, mas é atrapalhado pelas crianças. |                                    |                           |                           |
|    | |                                    |                           |                           |
| 39 | "La vecindad en guerra" | "Vizinhança em guerra"             | 17 de janeiro de 2008     | 29 de setembro de 2008    |
| 39 | Seu Madruga anda muito irritado e diz que vai declarar guerra à todas as crianças da vila. Depois, ele resolve empenhar sua espingarda e todos se assustam, pensando que ele está querendo disparar. |                                    |                           |                           |
|    | |                                    |                           |                           |
| 40 | "Se busca" | "Procura-se"                       | 24 de janeiro de 2008     | 25 de novembro de 2008    |
| 40 | Chaves encontra um cachorro perdido, chamado Willis e que está sendo procurado. |                                    |                           |                           |
|    | |                                    |                           |                           |
| 41 | "Canta Chavo" | "Chaves, o cantor"                 | 31 de janeiro de 2008     | 26 de novembro de 2008    |
| 41 | Chaves engole um rádio do Quico e agora, toda vez que ele abre a boca, sai uma música. Isso faz todos pensarem que Chaves se tornou um grande cantor. |                                    |                           |                           |
|    | |                                    |                           |                           |
| 42 | "Esas llantitas, Señor Barriga!" | "Olha o pneu, Senhor Barriga"      | 7 de fevereiro de 2008    | 27 de novembro de 2008    |
| 42 | O Seu Barriga começa a fazer vários exercícios para perder peso. |                                    |                           |                           |
|    | |                                    |                           |                           |
| 43 | "Invasión extraterrestre" | "Invasão extraterrestre"           | 14 de fevereiro de 2008   | 28 de novembro de 2008    |
| 43 | As crianças decidem brincar de extraterrestres, causando muita confusão. |                                    |                           |                           |
|    | |                                    |                           |                           |
| 44 | "El campamento" | "O acampamento"                    | 21 de fevereiro de 2008   | 1 de dezembro de 2008     |
| 44 | Toda a vizinhança vai para um acampamento no bosque. |                                    |                           |                           |
|    | |                                    |                           |                           |
| 45 | "Los dientes de leche" | "Os dentes de leite"               | 28 de fevereiro de 2008   | 2 de dezembro de 2008     |
| 45 | Chaves está com um dente solto. Ao ouvir a lenda do Rato dos Dentes (um rato que vem buscar dentes e deixa um prêmio no lugar), ele tenta tirar o dente para conseguir receber um prêmio do Rato dos Dentes. |                                    |                           |                           |
|    | |                                    |                           |                           |
| 46 | "La novia del Chavo" | "A namorada do Chaves"             | 6 de março de 2008        | 3 de dezembro de 2008     |
| 46 | Paty vai para a festa de coroação da rainha da primavera. Chaves e Quico lutam para ver qual deles vai ser o acompanhante da Paty na festa. |                                    |                           |                           |
|    | |                                    |                           |                           |
| 47 | "Un bébé en la vecindad" | "Um bebê na vila"                  | 13 de março de 2008       | 4 de dezembro de 2008     |
| 47 | As crianças encontram um bebê na vila e tentam cuidar dele. Enquanto isso, Dona Florinda e Dona Clotilde se preocupam em encontrar a mãe dele e desconfiam que o Seu Madruga ou o Professor Girafales seja o pai do bebê.                                                                                           |                                    |                           |                           |
|    | |                                    |                           |                           |
| 48 | "Vamos al circo" | "Vamos ao circo"                   | 20 de março de 2008       | 5 de dezembro de 2008     |
| 48 | Um circo chega na cidade e, para fugir do Seu Barriga, o Seu Madruga se vê obrigado a atuar como domador de leões no circo. |                                    |                           |                           |
|    | |                                    |                           |                           |
| 49 | "Las Olimpiadas" | "As Olimpíadas"                    | 28 de março de 2008       | 8 de dezembro de 2008     |
| 49 | O Professor Girafales organiza as olimpíadas escolares e as crianças se preparam para competir. Os vencedores ganharão medalhas de chocolate, mas Seu Madruga pensa que serão medalhas de ouro e, de olho na bufunfa, decide ajudar o Chaves a se preparar para as olimpíadas.                                      |                                    |                           |                           |
|    | |                                    |                           |                           |
| 50 | "Los juguetes de papel" | "Brinquedos de papel"              | 4 de abril de 2008        | 9 de dezembro de 2008     |
| 50 | As crianças aprendem a fazer brinquedos com papel, como barquinhos, pipas e animais. |                                    |                           |                           |
|    | |                                    |                           |                           |
| 51 | "Regalo de Navidad II" | "O verdadeiro espírito de Natal I" | 20 de dezembro de 2008    | 24 de dezembro de 2008    |
| 51 | O Natal está chegando e os moradores da vila decidem ir ao bosque procurar um belo pinheiro de Natal. Enquanto procuram, as crianças decidem brincar de cavar buracos, causando mais confusão. |                                    |                           |                           |
|    | |                                    |                           |                           |
| 52 | "Los piratas" | "Os piratas"                       | 11 de abril de 2008       | 10 de dezembro de 2008    |
| 52 | As crianças e o Professor Girafales participam de uma campanha de reciclagem e, como prêmio, ganham uma viagem para Acapulco. Com isso, todos da vila viajam mais uma vez para Acapulco e as crianças começam a brincar de piratas.                                                                                 |                                    |                           |                           |

### 3ª Temporada (2009-2010)
| #  | Título original | Título em português            | Data de estreia no México | Data de estreia no Brasil |
| -- | --- | ------------------------------ | ------------------------- | ------------------------- |
|    | |                                |                           |                           |
| 53 | "Todo por un pastel" | "Tudo por um bolo"             | 30 de abril de 2009       | 14 de maio de 2010        |
| 53 | Dona Clotilde faz um bolo para o Seu Madruga, mas ele pensa que o bolo foi feito pela Dona Florinda e começa a paquerá-la, o que irrita o Professor Girafales. |                                |                           |                           |
|    | |                                |                           |                           |
| 54 | "Visita al zoológico" | "Visita ao zoológico"          | 7 de maio de 2009         | 17 de maio de 2010        |
| 54 | Todos da vila decidem visitar o zoológico e o Seu Madruga acaba se envolvendo em uma confusão com o tigre branco. |                                |                           |                           |
|    | |                                |                           |                           |
| 55 | "El partido de fútbol" | "A partida de futebol"         | 21 de maio de 2009        | 18 de maio de 2010        |
| 55 | As crianças da vila vão disputar um torneio de futebol contra o time de outra escola. O Seu Madruga se torna o técnico das crianças e o Senhor Barriga ameaça despejá-lo da vila se as crianças perderem o jogo.                                                                |                                |                           |                           |
|    | |                                |                           |                           |
| 56 | "Como de pelicula" | "Como num filme"               | 4 de junho de 2009        | 19 de maio de 2010        |
| 56 | Nhonho usa uma câmera para filmar o que acontece na vila e fazer um filme. |                                |                           |                           |
|    | |                                |                           |                           |
| 57 | "El Chavo y el lobo" | "Chaves e o Lobo"              | 11 de junho de 2009       | 20 de maio de 2010        |
| 57 | Um lobo chega na vila e começa a comer tudo que vê pela frente. Os moradores pensam que foi Chaves que comeu a comida e o acusam injustamente. |                                |                           |                           |
|    | |                                |                           |                           |
| 58 | "Una historia de vaqueros" | "No Velho Oeste"               | 18 de junho de 2009       | 21 de maio de 2010        |
| 58 | Chaves imagina que ele e seus amigos estão no velho oeste. |                                |                           |                           |
|    | |                                |                           |                           |
| 59 | "Aguas con las ranas" | "Cuidado com as rãs"           | 2 de julho de 2009        | 24 de maio de 2010        |
| 59 | O Quico leva uma rã para a vila e isso causa muita confusão com os vizinhos. |                                |                           |                           |
|    | |                                |                           |                           |
| 60 | "Teatro en la vecindad" | "Teatro na vila"               | 9 de julho de 2009        | 25 de maio de 2010        |
| 60 | As crianças da vila atuam em uma peça de teatro, montada e dirigida pelo Seu Madruga. Na peça, eles contam uma aventura do Chapolin Colorado. Ao mesmo tempo, vai acontecer um concurso para escolher um ator mirim e todos da vila querem ver as crianças disputar o concurso. |                                |                           |                           |
|    | |                                |                           |                           |
| 61 | "Dos mosqueteras y el Chavo" | "Duas mosqueteiras e o Chaves" | 16 de julho de 2009       | 26 de maio de 2010        |
| 61 | Quico, Nhonho e Godinez sequestram a Serafina, a boneca da Pópis. Então Chaves, Pópis e Paty tentam salvá-la. |                                |                           |                           |
|    | |                                |                           |                           |
| 62 | "Un día de suerte" | "Um dia de sorte"              | 23 de julho de 2009       | 27 de maio de 2010        |
| 62 | Seu Madruga encontra um bilhete de loteria na rua e pensa que ficou milionário. |                                |                           |                           |
|    | |                                |                           |                           |
| 63 | "La feria" | "O parque de diversões"        | 30 de julho de 2009       | 28 de maio de 2010        |
| 63 | As crianças vão o parque de diversões, onde aprontam muito. |                                |                           |                           |
|    | |                                |                           |                           |
| 64 | "El valor de la amistad" | "O valor da amizade"           | 6 de agosto de 2009       | 31 de maio de 2010        |
| 64 | As crianças brigam na escola e uma nova amiga, Rosinha, ajuda a reatar a amizade de todos. |                                |                           |                           |
|    | |                                |                           |                           |
| 65 | "Aquí espantan!" | "A noite dos espantos"         | 13 de agosto de 2009      | 1 de junho de 2010        |
| 65 | As crianças da vila pensam que a Dona Florinda é a terrível Chorona. |                                |                           |                           |
|    | |                                |                           |                           |
| 66 | "Caído del cielo" | "Caído do céu"                 | 26 de novembro de 2009    | 2 de junho de 2010        |
| 66 | O fortíssimo Hércules cai com seu balão na vila e ensina as crianças a como limpar a vila se divertindo. |                                |                           |                           |
|    | |                                |                           |                           |
| 67 | "Un festival de ambiente" | "O festival do meio ambiente"  | 3 de dezembro de 2009     | 3 de junho de 2010        |
| 67 | O Professor Girafales decide fazer uma peça com as crianças no festival do meio ambiente. |                                |                           |                           |
|    | |                                |                           |                           |
| 68 | "Un dia en la tele" | "Um dia na televisão"          | 10 de dezembro de 2009    | 4 de junho de 2010        |
| 68 | O Quico é levado para um estúdio de televisão. Então todos da vila vão buscá-lo e acabam tendo uma aventura nos estúdios de televisão. |                                |                           |                           |
|    | |                                |                           |                           |
| 69 | "Un bueno recado" | "Um bom recado"                | 17 de dezembro de 2009    | 7 de junho de 2010        |
| 69 | O Professor Girafales pede que as crianças escrevam um recado em um papel colorido. Isso acaba causando mais confusão. |                                |                           |                           |
|    | |                                |                           |                           |
| 70 | "El repartidor de pizzas" | "O entregador de pizzas"       | 24 de dezembro de 2009    | 8 de junho de 2010        |
| 70 | O Seu Madruga arruma um emprego como entregador de pizzas. Enquanto ele tenta entregar as pizzas, as crianças atrapalham. |                                |                           |                           |
|    | |                                |                           |                           |
| 71 | "El ataque de los insectos" | "O ataque dos insetos"         | 31 de dezembro de 2009    | 9 de junho de 2010        |
| 71 | Vários insetos atacam a vila. |                                |                           |                           |
|    | |                                |                           |                           |
| 72 | "Los niños pintores" | "Pintando o sete"              | 7 de janeiro de 2010      | 10 de junho de 2010       |
| 72 | As crianças pintam toda a vila. |                                |                           |                           |
|    | |                                |                           |                           |
| 73 | "Una visita al museo" | "Visita ao museu"              | 14 de janeiro de 2010     | 11 de junho de 2010       |
| 73 | Chaves e seus amigos visitam um museu de cera, que foi construído numa casa abandonada no bairro. |                                |                           |                           |
|    | |                                |                           |                           |
| 74 | "No te vayas, Ñoño" | "Não se vá, Nhonho"            | 21 de janeiro de 2010     | 14 de junho de 2010       |
| 74 | As crianças pensam que o Nhonho vai se mudar para outra vizinhança e fazem de tudo para evitar que ele vá embora da vila. |                                |                           |                           |
|    | |                                |                           |                           |
| 75 | "Invierno en la vecindad" | "Inverno na vila"              | 28 de janeiro de 2010     | 15 de junho de 2010       |
| 75 | Ocorre uma grande queda de temperatura e cai neve na vila. As crianças aproveitam para brincar, mas os adultos ficam presos em casa. |                                |                           |                           |
|    | |                                |                           |                           |
| 76 | "La casita del árbol" | "A casinha da árvore"          | 4 de fevereiro de 2010    | 16 de junho de 2010       |
| 76 | As crianças, com ajuda do Professor Girafales e do Seu Madruga, constroem uma casa na árvore para brincar. |                                |                           |                           |
|    | |                                |                           |                           |
| 77 | "La maquina del tiempo I" | "A máquina do tempo 1"         | 11 de fevereiro de 2010   | 17 de junho de 2010       |
| 77 | Um cientista constrói uma máquina do tempo, mas precisa de alguns itens para manter a máquina funcionando. Ele envia o Chaves ao passado para conseguir os itens. |                                |                           |                           |
|    | |                                |                           |                           |
| 78 | "La maquina del tiempo II" | "A máquina do tempo 2"         | 18 de fevereiro de 2010   | 18 de junho de 2010       |
| 78 | Continuando o episódio anterior, a máquina do tempo sofre uma falha. Então o cientista continua enviando o Chaves e os outros moradores da vila ao passado para conseguir alguns itens para consertar a máquina.                                                                |                                |                           |                           |

### 4ª Temporada (2010-2011)
| #   | Título original | Título em português             | Data de estreia no México | Data de estreia no Brasil |
| --- | --- | ------------------------------- | ------------------------- | ------------------------- |
|     | |                                 |                           |                           |
| 79  | "La planta del Chavo" | "A planta do Chaves"            | 2 de setembro de 2010     | 15 de maio de 2012        |
| 79  | O Professor Girafales manda as crianças plantarem sementes em um frasco com algodão. Mas Quico perde a semente do Chaves e a Paty o ajuda a encontrar outra semente, sem saber que é a semente de uma perigosa planta carnívora. |                                 |                           |                           |
|     | |                                 |                           |                           |
| 80  | "Una montaña altisisisísima" | "Uma montanha altisisissíssima" | 9 de setembro de 2010     | 16 de maio de 2012        |
| 80  | As crianças vão ao parque, sob os cuidados do Seu Madruga. No parque, elas começam a brincar nos objetos infláveis do parque. As crianças acabam danificando tudo e o Seu Madruga é responsabilizado pela situação.              |                                 |                           |                           |
|     | |                                 |                           |                           |
| 81  | "Una aventura a lo grande" | "Uma aventura das grandes"      | 26 de setembro de 2010    | 17 de maio de 2012        |
| 81  | A Dona Clotilde vai dar biscoitos para o Seu Madruga, mas as crianças pensam que os biscoitos estão enfeitiçados. |                                 |                           |                           |
|     | |                                 |                           |                           |
| 82  | "Una vecindad de leyenda" | "Uma vila de lendas"            | 30 de setembro de 2010    | 18 de maio de 2012        |
| 82  | As crianças encontram um corvo no parque e o levam para a vila. Depois elas escutam uma lenda de Tangamandápio, a cidade do Jaiminho; e acham que a vila se tornou uma vila de lendas.                                           |                                 |                           |                           |
|     | |                                 |                           |                           |
| 83  | "Burbujas y más burbujas" | "Borbulhas e mais borbulhas"    | 7 de outubro de 2010      | 28 de maio de 2012        |
| 83  | Depois de uma brincadeira, o Quico cai no asfalto e fica sujo. As outras crianças tentam limpá-lo com um detergente muito perigoso, o que causa muita confusão na vila.                                                          |                                 |                           |                           |
|     | |                                 |                           |                           |
| 84  | "Por arte de magia" | "A arte mágica"                 | 14 de outubro de 2010     | 21 de maio de 2012        |
| 84  | Chaves encontra um coelho branco capaz de fazer desejos. |                                 |                           |                           |
|     | |                                 |                           |                           |
| 85  | "El consejero sentimental" | "O conselheiro sentimental"     | 21 de outubro de 2010     | 22 de maio de 2012        |
| 85  | As crianças da vila tentam fazer com que a Dona Florinda conquiste o Professor Girafales, baseado num programa de rádio. |                                 |                           |                           |
|     | |                                 |                           |                           |
| 86  | "Aventura submarina" | "Aventura submarina"            | 28 de outubro de 2010     | 23 de maio de 2012        |
| 86  | Chaves encontra sereias e elas o tratam como o príncipe dos mares. |                                 |                           |                           |
|     | |                                 |                           |                           |
| 87  | "La vecindad en venta" | "A venda da vila"               | 4 de novembro de 2010     | 23 de julho de 2012       |
| 87  | O Senhor Barriga se prepara para vender a vila para um homem chamado Rufino Mau-da-cara. As crianças se opõem a venda da vila.                                                                                                   |                                 |                           |                           |
|     | |                                 |                           |                           |
| 88  | "La vecindad en venta 2" | "A venda da vila 2"             | 11 de novembro de 2010    | 24 de julho de 2012       |
| 88  | Continuando o episódio anterior, o Rufino compra a vila e expulsa todos os moradores. Agora todos se unem para recuperar a vila.                                                                                                 |                                 |                           |                           |
|     | |                                 |                           |                           |
| 89  | "El Chavo cientifico" | "Chaves, o cientista"           | 18 de novembro de 2010    | 24 de maio de 2012        |
| 89  | Chaves e seus amigos estão participando de uma feira de ciências. Com a ajuda do Seu Madruga, Chaves pretende ganhar usando dobraduras de papel, mas ele muda de ideia ao receber uma máquina que pode controlar o clima.        |                                 |                           |                           |
|     | |                                 |                           |                           |
| 90  | "Don Ramón superestrella" | "Seu Madruga popstar"           | 17 de março de 2011       | 25 de maio de 2012        |
| 90  | Seu Madruga vai participar de um filme com a Loira Margô. Mas ele acaba desmaiando na hora da gravação. |                                 |                           |                           |
|     | |                                 |                           |                           |
| 91  | "Una historia en la prehistoria" | "Uma história na pré-história"  | 24 de março de 2011       | 29 de maio de 2012        |
| 91  | As crianças acabam indo parar na pré-história, onde vivem uma grande aventura. |                                 |                           |                           |
|     | |                                 |                           |                           |
| 92  | "Todos en forma" | "Todos em forma"                | 31 de março de 2011       | 30 de maio de 2012        |
| 92  | As crianças acabam perdendo o dinheiro da Dona Florinda, que seria usado para comprar uma cafeteira. Então elas decidem participar de um programa de TV para ganhar a cafeteira.                                                 |                                 |                           |                           |
|     | |                                 |                           |                           |
| 93  | "El huevo fresco" | "O ovo fresco"                  | 7 de abril de 2011        | 31 de maio de 2012        |
| 93  | Seu Madruga arruma um emprego como repartidor de ovos, mas acaba causando muita confusão junto com as crianças. |                                 |                           |                           |
|     | |                                 |                           |                           |
| 94  | "Artes marciales" | "Artes marciais"                | 14 de abril de 2011       | 1 de junho de 2012        |
| 94  | O Professor Girafales ensina artes marciais as crianças. |                                 |                           |                           |
|     | |                                 |                           |                           |
| 95  | "Las goteras" | "As goteiras"                   | 5 de maio de 2011         | 4 de junho de 2012        |
| 95  | As casas na vila estão cheias de goteiras e todos os vizinhos tentam dar um jeito de resolver o problema. |                                 |                           |                           |
|     | |                                 |                           |                           |
| 96  | "Viaje espacial" | "Viagem espacial"               | 26 de agosto de 2010      | 5 de junho de 2012        |
| 96  | As crianças embarcam em uma nave até o espaço, onde elas tem que fugir de um extraterrestre. |                                 |                           |                           |
|     | |                                 |                           |                           |
| 97  | "La serenata" | "A serenata"                    | 12 de maio de 2011        | 6 de junho de 2012        |
| 97  | O Professor Girafales tenta fazer uma serenata para a Dona Florinda, com a ajuda das crianças. |                                 |                           |                           |
|     | |                                 |                           |                           |
| 98  | "Granja en la vecindad" | "A granja da vila"              | 19 de maio de 2011        | 8 de junho de 2012        |
| 98  | Um caminhão cheio de animais sofre um acidente perto da vila, fazendo com que toda a vizinhança fique cheia de galinhas. |                                 |                           |                           |
|     | |                                 |                           |                           |
| 99  | "El taxi del Chavo" | "O táxi do Chaves"              | 26 de maio de 2011        | 11 de junho de 2012       |
| 99  | Chaves decide levar um carrinho de fazer compras do supermercado até a vila para brincar de táxi. |                                 |                           |                           |
|     | |                                 |                           |                           |
| 100 | "Viaje en metro" | "A viagem de metrô"             | 2 de junho de 2011        | 12 de junho de 2012       |
| 100 | As crianças da vila aprontam todas no metrô. |                                 |                           |                           |

### 5ª Temporada (2012)
| #   | Título original | Título em português          | Data de estreia no México | Data de estreia no Brasil |
| --- | --- | ---------------------------- | ------------------------- | ------------------------- |
|     | |                              |                           |                           |
| 101 | "Historias de la vecindad" | "Histórias da Vizinhança"    | 4 de maio de 2012         | 25 de fevereiro de 2013   |
| 101 | Na vila, as crianças brincam de escolinha e acabam sujando a janela do Seu Madruga. Depois, elas aprontam todas na escola com o Professor Girafales. E mais tarde, brincam de encantados na vila.                                                                                             |                              |                           |                           |
|     | |                              |                           |                           |
| 102 | "El amuleto del Chavo" | "O amuleto do Chaves"        | 11 de maio de 2012        | 26 de fevereiro de 2013   |
| 102 | Uma senhora entrega uma ferradura para o Chaves e diz que ela tem um valor inestimável. |                              |                           |                           |
|     | |                              |                           |                           |
| 103 | "Quién toca el piano?" | "Quem toca o piano?"         | 18 de maio de 2012        | 27 de fevereiro de 2013   |
| 103 | A escola das crianças recebe um novo piano, mas as crianças pensam que o piano é mal-assombrado. |                              |                           |                           |
|     | |                              |                           |                           |
| 104 | "Las chuzas del Chavo" | "O strike do Chaves"         | 25 de maio de 2012        | 28 de fevereiro de 2013   |
| 104 | As crianças vão jogar boliche, causando muita confusão. |                              |                           |                           |
|     | |                              |                           |                           |
| 105 | "Un ataque de hipo" | "Um ataque de soluço"        | 3 de junho de 2012        | 1 de março de 2013        |
| 105 | O Seu Madruga leva o Chaves ao teatro, mas durante a peça, Chaves começa a ter um ataque de soluço, causando muita confusão. |                              |                           |                           |
|     | |                              |                           |                           |
| 106 | "El Chavo en el Egipto" | "Chaves no Egito"            | 27 de abril de 2012       | 4 de março de 2013        |
| 106 | Chaves imagina que está no Egito e vive uma grande aventura por lá. |                              |                           |                           |
|     | |                              |                           |                           |
| 107 | "Don Ramón pelunquero" | "Seu Madruga cabelereiro"    | 17 de junho de 2012       | 5 de março de 2013        |
| 107 | Seu Madruga trabalha como cabeleireiro, causando muita confusão. |                              |                           |                           |
|     | |                              |                           |                           |
| 108 | "Las fiestas de Tangamandápio" | "Festivais de Tangamandápio" | 22 de junho de 2012       | 6 de março de 2013        |
| 108 | Jaiminho foi embora da vila, então todos decidem ir até a cidade natal dele, Tangamandápio, para procurá-lo. |                              |                           |                           |
|     | |                              |                           |                           |
| 109 | "Radio vecindad" | "Rádio da vizinhança"        | 29 de junho de 2012       | 7 de março de 2013        |
| 109 | Surge uma nova emissora de rádio na vila e as crianças controlam a transmissão. |                              |                           |                           |
|     | |                              |                           |                           |
| 110 | "Vuela, Chavo" | "O voo do Chaves"            | 8 de julho de 2012        | 8 de março de 2013        |
| 110 | Por causa de uma confusão, Chaves acaba voando em um avião de brinquedo por toda a cidade. |                              |                           |                           |
|     | |                              |                           |                           |
| 111 | "Los empleos del Chavo" | "Os empregos do Chaves"      | 7 de setembro de 2012     | 11 de março de 2013       |
| 111 | Chaves tenta trabalhar como vendedor de jornais, mas não obtém êxito. Então ele começa a trabalhar como engraxate e terá que engraxar o sapato do Professor Girafales no restaurante da Dona Florinda.                                                                                        |                              |                           |                           |
|     | |                              |                           |                           |
| 112 | "Un amigo robot" | "Um amigo robô"              | 14 de setembro de 2012    | 17 de abril de 2013       |
| 112 | Chaves encontra um robô na praça da cidade. |                              |                           |                           |
|     | |                              |                           |                           |
| 113 | "Vamos al estadio" | "Vamos ao estádio"           | 21 de setembro de 2012    | 18 de abril de 2013       |
| 113 | Todos da vila vão a um estádio de futebol para assistir uma partida ao vivo. |                              |                           |                           |
|     | |                              |                           |                           |
| 114 | "Que bonita Navidad - parte 1" | "Que belo Natal - parte 1"   | 21 de dezembro de 2012    | 26 de agosto de 2022      |
| 114 | Devido a crise econômica, os moradores não tem dinheiro para organizar a festa de Natal este ano. Chaves encontra três mendigos que o ajudam a conseguir os itens para a festa, mas na hora de contar isso aos outros, todos pensam que o Chaves mentiu. Isso faz o Chaves ir embora da vila. |                              |                           |                           |
|     | |                              |                           |                           |
| 115 | "Que bonita Navidad - parte 2" | "Que belo Natal - parte 2"   | 21 de dezembro de 2012    | 26 de agosto de 2022      |
| 115 | Continuando o episódio anterior, Chaves retorna à vila e os três mendigos ajudam os moradores a conseguir uma árvore de Natal e a encenar uma peça natalina. |                              |                           |                           |

### 6ª Temporada (2013)
| #   | Título original | Título em português          | Data de estreia no México | Data de estreia no Brasil |
| --- | --- | ---------------------------- | ------------------------- | ------------------------- |
|     | |                              |                           |                           |
| 116 | "El eclipse" | "O eclipse"                  | 13 de maio de 2013        | 26 de agosto de 2022      |
| 116 | Em uma noite de eclipse, as crianças pensam que um vampiro pode surgir na vila. |                              |                           |                           |
|     | |                              |                           |                           |
| 117 | "En la lavandería" | "Na lavanderia"              | 28 de abril de 2013       | 26 de agosto de 2022      |
| 117 | Devido a um problema no tanque da vila, todos os moradores decidem levar suas roupas para a lavanderia. As crianças acabam causando mais confusão.                                  |                              |                           |                           |
|     | |                              |                           |                           |
| 118 | "El libro mágico" | "O livro mágico"             | 4 de maio de 2013         | 26 de agosto de 2022      |
| 118 | Chaves vive uma grande aventura com um livro mágico. |                              |                           |                           |
|     | |                              |                           |                           |
| 119 | "El juego de tenis" | "O jogo de tênis"            | 22 de maio de 2013        | 26 de agosto de 2022      |
| 119 | O Professor Girafales e o Senhor Barriga disputam uma partida de tênis. |                              |                           |                           |
|     | |                              |                           |                           |
| 120 | "Viaje en avión" | "Viagem de avião"            | 27 de maio de 2013        | 26 de agosto de 2022      |
| 120 | Todos da vila acabam indo parar dentro de um avião. |                              |                           |                           |
|     | |                              |                           |                           |
| 121 | "El gimnasio de la vecindad" | "Academia da vila"           | 3 de junho de 2013        | 26 de agosto de 2022      |
| 121 | A Dona Florinda e a Dona Clotilde ganham um concurso e como prêmio recebem uma máquina de exercícios. Agora, com a ajuda de Hércules, a vila se transforma num ginásio de massagem. |                              |                           |                           |
|     | |                              |                           |                           |
| 122 | "La grúa de Don Ramón" | "O Guindaste do Seu Madruga" | 12 de junho de 2013       | 26 de agosto de 2022      |
| 122 | Seu Madruga compra um guindaste e recebe ajuda das crianças para operá-lo. |                              |                           |                           |
|     | |                              |                           |                           |
| 123 | "Que zorillo!" | "Que gambá!"                 | 19 de junho de 2013       | 26 de agosto de 2022      |
| 123 | Um gambá aparece na vila e as crianças cuidam dele. |                              |                           |                           |
|     | |                              |                           |                           |
| 124 | "El Chavo hipnotista" | "O Chaves hipnotizador"      | 3 de julho de 2013        | 26 de agosto de 2022      |
| 124 | Chaves usa seu ioiô para hipnotizar a todos na vila. |                              |                           |                           |
|     | |                              |                           |                           |
| 125 | "Caballeros y dragones" | "Cavaleiros e dragões"       | 17 de julho de 2013       | 26 de agosto de 2022      |
| 125 | Chaves vive uma aventura num reino medieval, enquanto tenta ajudar um bebê dragão a achar sua mãe.                                                                                  |                              |                           |                           |
|     | |                              |                           |                           |
| 126 | "Por si las moscas" | "Apenas no caso de moscas"   | 7 de agosto de 2013       | 26 de agosto de 2022      |
| 126 | Todos da vila aprontam com as moscas. |                              |                           |                           |
|     | |                              |                           |                           |
| 127 | "La máscara del justiciero" | "A máscara do justiceiro"    | 31 de julho de 2013       | 26 de agosto de 2022      |
| 127 | Chaves descobre que seu herói, o Justiceiro Mascarado, pretende se aposentar e tenta impedir que isso aconteça.                                                                     |                              |                           |                           |
|     | |                              |                           |                           |
| 128 | "La fábrica de juguetes" | "A fábrica de brinquedos"    | 14 de agosto de 2013      | 26 de agosto de 2022      |
| 128 | Todos da vila vão conhecer uma fábrica de brinquedos. Porém, algo inesperado acontece: todas as crianças voltam a ser bebês.                                                        |                              |                           |                           |

### 7ª Temporada (2014)
| #   | Título original | Título em português           | Data de estreia no México | Data de estreia no Brasil |
| --- | --- | ----------------------------- | ------------------------- | ------------------------- |
|     | |                               |                           |                           |
| 129 | "El Conde Crápula" | "O Conde Crápula"             | 29 de abril de 2014       | 26 de agosto de 2022      |
| 129 | Um homem estranho vai até a casa da Dona Clotilde e Chaves acha que ele é um vampiro.                                                                                     |                               |                           |                           |
|     | |                               |                           |                           |
| 130 | "Hipnosis aguda" | "Hipnose aguda"               | 2 de maio de 2014         | 26 de agosto de 2022      |
| 130 | Chaves, com ajuda de um livro, hipnotiza a todos e cria várias situações inusitadas.                                                                                      |                               |                           |                           |
|     | |                               |                           |                           |
| 131 | "Vámonos de vacaciones" | "Saindo de férias - parte 1"  | 9 de maio de 2014         | 26 de agosto de 2022      |
| 131 | Todos da vila decidem ir viajar para um vilarejo no alto das montanhas. Tudo se complica quando o Seu Madruga vende o carro do Senhor Barriga para um homem desconhecido. |                               |                           |                           |
|     | |                               |                           |                           |
| 132 | "Vámonos de vacaciones 2" | "Saindo de férias - parte 2"  | 16 de maio de 2014        | 26 de agosto de 2022      |
| 132 | Continuando o episódio anterior, todos finalmente conseguem chegar ao vilarejo nas montanhas e mais confusão acontece.                                                    |                               |                           |                           |
|     | |                               |                           |                           |
| 133 | "Quico se manchó" | "As manchas do Quico"         | 23 de maio de 2014        | 26 de agosto de 2022      |
| 133 | O Quico fica com várias manchas pretas no rosto, o que deixa a Dona Florinda assustada. Ela então leva o Quico para uma consulta com o Doutor Chapatin.                   |                               |                           |                           |
|     | |                               |                           |                           |
| 134 | "Historias de amor" | "Histórias de amor - parte 1" | 30 de maio de 2014        | 26 de agosto de 2022      |
| 134 | Na escola, o Professor Girafales fala sobre amor. Depois disso, o Quico começa a agir de uma forma estranha.                                                              |                               |                           |                           |
|     | |                               |                           |                           |
| 135 | "Historias de amor 2" | "Histórias de amor - parte 2" | 6 de junho de 2014        | 26 de agosto de 2022      |
| 135 | Continuando o episódio anterior, os adultos também começam a agir de uma forma estranha.                                                                                  |                               |                           |                           |

## Legado

### DVD's
No México, a Televisa lançou o desenho em DVD até a sexta temporada, cada temporada completa e dividida em boxes. A Televisa também lançou vários DVDs avulsos, cada um contendo três episódios, do episódio 1 até o início da sexta temporada. No Brasil, esses DVDs não foram lançados. Mas a distribuidora Diamond Disc lançou quase toda a primeira temporada do desenho em DVD no Brasil em 2011, num total de seis volumes. Apenas o episódio Os Balões, o primeiro episódio do desenho, não veio nos DVDs da Diamond Disc. Em Portugal, esses DVDs nunca foram lançados, mas a RTP (distribuidora) lançou a 1ª temporada completa em DVD em 2008 e a 2ª temporada em 2009. Em 2011, foram lançadas em Portugal as 3ª e 4ª Temporadas em DVD, depois a 5ª temporada em 2013, a 6º temporada em 2015 e a 7ª e última temporada em 2017.

### Chaves no McDonald's
No mês de fevereiro de 2010 e outubro de 2011, a rede de lanchonetes McDonald's estava tendo como brinde do McLanche Feliz uma coleção de mini-pelúcias da série animada Chaves. Eram dez mini-pelúcias dos melhores personagens da série. Os Brindes eram: Chaves (em duas versões, sendo uma no barril), Quico, Nhonho, Pópis, Paty, Godinez, Seu Madruga, Professor Girafales e Dona Florinda. Esses brindes ainda podem ser encontrados em sites de brinquedos usados.

### Show do Chaves Animado
Com o sucesso do desenho, a Televisa criou uma peça de teatro inspirada na série animada, chamada O Show do Chaves Animado. A peça é um musical, no qual o Senhor Barriga decide vender a vila. O show musical foi criado em 2010 e foi um grande sucesso de público no México. Após o sucesso, o show foi levado para outros países. Em 2011, o musical veio pela primeira vez ao Brasil e realizou quatro apresentações em São Paulo, nos dias 30 de abril e 1º de maio. Roberto Gómez Fernández, filho de Chespirito e produtor do desenho, também veio ao Brasil para acompanhar a estreia do musical no país. Em 2012, o Show do Chaves Animado veio ao Brasil pela segunda vez e esteve em cartaz em São Paulo por dois meses, entre os dias 6 de outubro e 16 de dezembro. Nessa ocasião, os atores do musical também foram a alguns programas do SBT, como o Carrossel Animado e o Programa do Ratinho.
Em 2012, a Televisa também criou uma versão do show para o circo, chamada La Gran Carpa del Chavo. Até o momento, este show de circo nunca veio ao Brasil.

### Jogos de Vídeo Game
A série animada do Chaves também deu origem a dois jogos de vídeo game. O primeiro foi Chaves, lançado para Nintendo Wii em 2012. No jogo, o jogador pode escolher um dos personagens de Chaves e jogar diversas brincadeiras, como jogo de argolas, dados, jogo da memória, entre outros. Esse primeiro jogo não foi bem recebido pela crítica. O segundo jogo é Chaves Kart, lançado em 2014. É um jogo de corrida, em que o jogador pode escolher um personagem de Chaves e correr em várias pistas que fazem referência a série animada, incluindo algumas pistas no Brasil. Chaves Kart foi lançado para Xbox 360, PlayStation 3 e Android e o lançamento do jogo no Brasil contou com a participação de Edgar Vivar, ator do Senhor Barriga na série original.

### Chapolin Colorado Animado
Depois do sucesso da série animada do Chaves, com 7 temporadas e 135 episódios exibidos, além de sua presença em diferentes plataformas, Televisa lançou, com o desenvolvimento da Ánima Estudios, a primeira parcela dos episódios de Chapolin Colorado Animado. A série animada do Chapolin foi lançada em abril de 2015 para exibição on-line e YouTube. Mais tarde, foi lançada para a TV em 26 de julho de 2015.

### Chaves no Bob's
Em 2019, nos meses de janeiro e outubro, a rede de lanchonetes Bob's, em parceria com o SBT e o Grupo Chespirito (empresa responsável por administrar o legado de Chespirito e liderada por Roberto Gómez Fernández), também lançou bonecos da turma do Chaves em miniatura. A primeira coleção, lançada em janeiro de 2019, trouxe seis bonecos: Chaves, Quico, Nhonho, Seu Madruga, Dona Florinda e Professor Girafales. Em outubro de 2019, a segunda coleção também era de seis bonecos: Chaves, Chapolin, Quico, Seu Madruga, Senhor Barriga e Dona Clotilde. O visual de todos esses bonecos foi baseado na série animada do Chaves, produzida pela Ánima Estudios.

### Produtos diversos
A série animada do Chaves produzida pela Ánima Estudios também deu origem a vários produtos diversos, como doces, lancheiras, livros infantis e kits de festas.

### Novas Séries Animadas do Chaves e do Chapolin
Em 2023, a produtora mexicana THR3 Media Group anunciou que irá produzir uma nova série animada do Chaves. Essa nova série animada será feita totalmente em 3D e terá a Chiquinha, ao contrário da série animada de 2006 produzida pela Ánima Estudios. Isso tornou-se possível porque a atriz María Antonieta de las Nieves finalmente fechou um acordo em 2022 para que a Chiquinha volte a estar presente. A produtora também vai fazer uma nova série animada do Chapolin, em 2D e que também vai mostrar a família do herói.